# Зедда, Массимо
Массимо Зедда (итал. Massimo Zedda; род. 6 января 1976, Кальяри) — государственный и политический деятель Италии. Мэр Кальяри с 2011 по 2019 год.

## Биография
Сын сардинского лидера Итальянской коммунистической партии. В 2009 году присоединился к организации «Левые Экология Свобода» Ники Вендолы.
В 2011 году стал левоцентристским кандидатом на должность мэра Кальяри на местных выборах 2011 года при поддержке Демократической партии, Италии ценностей и Федерации левых. Был избран во втором туре.
В 2016 году снова баллотировался на должность мэра на местных выборах, поддерживаемых всей левоцентристской коалицией, и переизбирается в первом туре. В 2017 году поддержал проект Джулиано Пизапиа «Прогрессивный лагерь», а затем присоединился к левой партии «Прогрессивная зона».
В 2018 году решил баллотироваться на пост президента Сардинии на региональных выборах 2019 года, руководя левоцентристской коалицией под названием «Прогрессисты Сардинии».

## Примечание
1. ↑  Ma Zedda è un altro Renzi? La Stampa (31 мая 2011). Дата обращения: 24 декабря 2018. Архивировано 13 мая 2019 года.
2. ↑  Massimo Zedda lascia la Regione. "Devo dare l'esempio". L'Espresso (22 июня 2011). Дата обращения: 24 декабря 2018. Архивировано 20 ноября 2021 года.
3. ↑  Cagliari, Zedda confermato sindaco senza ballottaggio. La Repubblica (6 июня 2016). Дата обращения: 24 декабря 2018. Архивировано 20 ноября 2021 года.
4. ↑  Regionali, Campo Progressista si schiera al fianco di Massimo Zedda. cagliaripad.it (26 ноября 2018). Дата обращения: 24 декабря 2018. Архивировано 20 ноября 2021 года.
5. ↑  Massimo Zedda pronto a guidare il centrosinistra alle Regionali. La Nuova Sardegna (6 ноября 2018). Дата обращения: 24 декабря 2018. Архивировано 20 ноября 2021 года.